# Max Gießwein
Max Gießwein (* 1864; † 10. Februar 1937 in Berlin) war ein deutscher Sänger der Stimmlage Tenor.

## Leben und Werk
Max Gießwein begann seine Karriere als Konzertsänger. Von 1895 bis 1897 wirkte er am Opernhaus Hamburg. Es folgten 1897 bis 1899 Auftritte am Opernhaus Frankfurt/Main, von 1899 bis 1901 an der Dresdener Hofoper und bis 1904 an der Hofoper Stuttgart. 1904 trat Gießwein am Opernhaus Düsseldorf auf, 1906/1907 stand er am Stadttheater von Elberfeld auf der Bühne. Danach lebte und wirkte er in Berlin. Bis 1912 gab er von dort aus zahlreiche Gastspiele unter anderem an der Münchener Hofoper und am Opernhaus Leipzig.
Max Gießweins Repertoire umfasste zunächst vorwiegend lyrische Partien. Später erweiterte er sein Repertoire um heldische Tenorpartien. Er sang unter anderem den Lyonel aus Martha von Friedrich von Flotow, den Max aus dem Freischütz von Carl Maria von Weber und den Erik im Fliegenden Holländer von Richard Wagner.